# Centraal-Vietnam

Regio's van Vietnam. De Noord-Centrale Kust (groen), de Zuid-Centrale Kust (lichtblauw) en de Centrale Hooglanden (donkerblauw) bevinden zich in Centraal-Vietnam.

Centraal-Vietnam is een van de drie regio's waarin Vietnam onderverdeeld is.
De ligging van de regio Centraal-Vietnam komt ongeveer overeen met het vroegere Annam.
De regio wordt in drieën gedeeld en bestaat uit 18 provincies en 1 gemeente op provincieniveau:
- Noord-Centrale Kustregio (Bắc Trung Bộ): Hà Tĩnh, Nghệ An, Quảng Bình, Quảng Trị, Thanh Hóa en Huế
- Zuid-Centrale Kustregio (Duyên hải Nam Trung Bộ): Bình Định, Bình Thuận, Khánh Hòa, Ninh Thuận, Phú Yên, Quảng Nam, Quảng Ngãi en de zelfstandige gemeente Đà Nẵng.
- Centrale Hooglandenregio (Tây Nguyên): Đắk Lắk, Đắk Nông, Gia Lai, Kon Tum en Lâm Đồng